# Stenellipsis lunigera
Stenellipsis lunigera es una especie de escarabajo longicornio del género Stenellipsis, tribu Acanthocinini, subfamilia Lamiinae. Fue descrita científicamente por Fauvel en 1906.

## Descripción
Mide 4,75-5,25 milímetros de longitud.

## Distribución
Se distribuye por Nueva Caledonia.